# Copa del Món de Futbol 2018 - Grup C
El Grup C de la Copa del Món de Futbol 2018, realitzada a Rússia, està compost per quatre equips, que s'enfrontaran entre ells amb un total de sis partits. Quan acabin aquests partits, els dos equips amb més punts es classificaran per a la fase següent.
El primer lloc d'aquest grup s'enfrontarà contra el segon del grup D. El segon lloc del grup s'enfrontarà al primer del grup D.

## Integrants
El grup C està integrat per les seleccions següents:
| França | Perú | Dinamarca | Austràlia |
| ------ | ---- | --------- | --------- |

Segons el Ranking Mundial de la FIFA del 15 de març del 2018, França estava classificada en 9è lloc, Perú en el 11è, Dinamarca en el 12è i Austràlia en el 37è.

## Classificació
| Pos | Equip     | PJ | PG | PE | PP | GF | GC | DG | Pts | Classificació        |
| --- | --------- | -- | -- | -- | -- | -- | -- | -- | --- | -------------------- |
| 1   | França    | 3  | 2  | 1  | 0  | 3  | 1  | +2 | 7   | Avança a segona fase |
| 2   | Dinamarca | 3  | 1  | 2  | 0  | 2  | 1  | +1 | 5   | Avança a segona fase |
| 3   | Perú      | 3  | 1  | 0  | 2  | 2  | 2  | 0  | 3   |                      |
| 4   | Austràlia | 3  | 0  | 1  | 2  | 2  | 5  | −3 | 1   |                      |

## Partits

### França vs. Austràlia
| França                                 | 2–1     | Austràlia        |
| -------------------------------------- | ------- | ---------------- |
| Griezmann 58' (p.) · Behich 81' (p.p.) | Informe | Jedinak 62' (p.) |

### Perú vs. Dinamarca
| Perú | 0–1     | Dinamarca   |
| ---- | ------- | ----------- |
|      | Informe | Poulsen 59' |

### França vs. Perú
| França     | 1–0     | Perú |
| ---------- | ------- | ---- |
| Mbappé 34' | Informe |      |

### Dinamarca vs. Austràlia
| Dinamarca  | 1–1     | Austràlia        |
| ---------- | ------- | ---------------- |
| Eriksen 7' | Informe | Jedinak 38' (p.) |

### Dinamarca vs. França
| Dinamarca | 0–0     | França |
| --------- | ------- | ------ |
|           | Informe |        |

### Austràlia vs. Perú
| Austràlia | 0–2     | Perú                        |
| --------- | ------- | --------------------------- |
|           | Informe | Carrillo 18' · Guerrero 50' |